# 小間見村
小間見村（こまみむら）はかつて岐阜県郡上郡に存在した村である。
現在の郡上市大和町小間見に該当する。

## 歴史
- 1889年（明治22年）7月1日 - 町村制により小間見村発足。
- 1897年（明治30年）4月1日 - 大間見村、剣村、万場村と合併し、弥富村発足。同日小間見村廃止。